# 刘忻 (1965年)
刘忻（1965年1月—），男，汉族，陕西西安人，中华人民共和国政治人物。哈尔滨工程大学导航制导与控制专业毕业，在职研究生学历，工学博士学位。曾任黑龙江省人民政府副省长，中共长春市委副书记、长春市人民政府市长，中共杭州市委副书记、杭州市人民政府市长，浙江省人民政府副省长，现任浙江省人大常委会副主任、浙江省总工会主席。

## 生平
刘忻于1987年9月参加工作，1991年4月加入中国共产党。从太原机械学院（现中北大学）毕业后，长期在哈尔滨船舶工程学院（现哈尔滨工程大学）任职，官至学校办公室主任。2001年1月，进入政界任哈尔滨高新技术产业开发区管理委员会党工委委员、副主任，同年12月任哈尔滨经济技术开发区和高新技术产业开发区管理委员会党工委委员、副主任（2005年4月明确为正局级）。2005年6月，任中共哈尔滨市平房区委副书记、区长。2008年9月，任中共哈尔滨市平房区委书记。2009年11月，兼任哈尔滨经济技术开发区党工委书记。2012年1月，升任中共哈尔滨市委常委。2013年4月，任哈尔滨市人民政府党组成员。
2013年12月，离开长期工作的哈尔滨市，调任中共牡丹江市委副书记、代市长。2014年1月，当选为牡丹江市人民政府市长。2015年1月，补选为第十二届全国人民代表大会代表。2016年9月，升任中共牡丹江市委书记。2018年1月，当选为黑龙江省人民政府副省长。
2018年11月，调至吉林省工作，任中共长春市委副书记、代市长。2019年1月，当选为长春市人民政府市长。
2020年4月，调至浙江省，任中共杭州市委副书记、代市长，打破了自1979年以來杭州市長均由浙江省內官員調任的慣例。同年4月27日，正式当选为杭州市人民政府市长。2022年11月，不再担任杭州市人民政府市长，同月转任浙江省人民政府党组成员、副省长。
2023年1月，在浙江省第十四届人民代表大会第一次会议上，当选为浙江省人大常委会副主任。同年2月，兼任浙江省总工会主席。